# مطار شيجياتشوانغ تشنغدينغ الدولي
مطار شيجياتشوانغ تشنغدينغ الدولي (بالإنجليزية: Shijiazhuang Zhengding International Airport) (إياتا: SJW، إيكاو: ZBSJ) يقع في مدينة شيجياتشوانغ في جمهورية الصين الشعبية. صنف مطار شيجياتشوانغ تشنغدينغ الدولي في المرتبة السادسة والثلاثون في الصين من حيث عدد الركاب عام 2011 وفقًا لإدارة الطيران المدني في الصين، حيث تعامل مع 4,021,167 راكب، وبلغ إجمالي حركة الطائرات (القادمة والمغادرة) 54,903 طائرة وقد بلغت كمية البضائع المنقولة عبر المطار 33,229 طن.

## شركات الطيران والوجهات

### الركاب
| شركـات طيـران             | الوجهات |
| ------------------------- | --- |
| Air Chang'an              | مطار قويلين يانغ جيانغ الدولي، مطار جييانغ شاوشان |
| طيران الصين               | مطار جينغديو الجديد |
| Air Guilin                | مطار شيشوانغباننا غاسا |
| خطوط العاصمة بكين الجوية  | مطار تشانغتشون الدولي، مطار تشيفنغ يولونغ، Dazhou، مطار هايكو ميلان الدولي، مطار هانغتشو شياوشان الدولي، مطار هاربين الدولي، مطار حيفي شينكياو الدولي، مطار ساني ليجيانغ، مطار سانيا فينيكس الدولية، مطار شنيانغ الدولي، مطار أورومتشي الدولي، مطار شيان شيانيانغ الدولي |
| Chengdu Airlines          | مطار تشانغتشون الدولي، مطار قوييانغ لونغدونغابو الدولي، مطار شيلينهوت، مطار ينتشوان خه دونغ، مطار تشونغوي شابوتو |
| خطوط شرق الصين الجوية     | مطار داليان الدولي، مطار كونمينغ جانغشوي الدولي، مطار لانتشو تشونغ تشوان، مطار ينتشوان خه دونغ |
| طيران الصين اكسبرس        | مطار باوتو يرليبان، مطار جينغدي، مطار جينغديو الجديد، مطار تشونغتشينغ جيانغبى الدولي، مطار قوزهو |
| خطوط جنوب الصين الجوية    | مطار داليان الدولي، مطار قوانغتشو باييون الدولي، مطار نانينغ الدولي، مطار أورومتشي الدولي، مطار يولين يو يانغ، مطار تشانغجياكو نينغيوان |
| China United Airlines     | مطار بايشينغ جانغان، مطار باوتو يرليبان، مطار تشيفنغ يولونغ، مطار فوشان شادي، مطار هايلار دونغشان، مطار هاربين الدولي، Lianyungang، مطار اوردوس إيجين هورو، مطار شانغهاي بودنغ الدولي، مطار شيهيان ودانغشان، مطار أولانهوت، مطار ونزهو يونجقيانج الدولي، مطار تشوهاى سانزو |
| Colorful Guizhou Airlines | مطار قوييانغ لونغدونغابو الدولي، مطار لوئهو يونلونغ، مطار يبين واليانجي، مطار رينهواي ماوتاي |
| Fuzhou Airlines           | مطار نانينغ الدولي |
| طيران جي إكس              | مطار ييتشانغ سانشيا |
| خطوط هاينان الجوية        | مطار باوتو يرليبان، مطار تشيفنغ يولونغ، مطار داليان الدولي، مطار هايكو ميلان الدولي، مطار هانغتشو شياوشان الدولي، مطار لانتشو تشونغ تشوان |
| Hebei Airlines            | مطار سوفارنابومي الدولي، مطار فوتشنغ بيهاي، مطار تشانغتشون الدولي، مطار تشانغشا هوانغوا الدولي، مطار جينغدي، مطار جينغديو الجديد، مطار تشونغتشينغ جيانغبى الدولي، مطار فوتشو تشانغله الدولي، مطار قوانغتشو باييون الدولي، مطار قويلين يانغ جيانغ الدولي، مطار قوييانغ لونغدونغابو الدولي، مطار هايكو ميلان الدولي، مطار هايلار دونغشان، مطار هانغتشو شياوشان الدولي، مطار هوهوت بايتا الدولي، مطار هوانغشان تونشي الدولي، مطار جييانغ شاوشان، مطار كورلا، مطار كونمينغ جانغشوي الدولي، مطار لانتشو تشونغ تشوان، مطار لوئهو يونلونغ، مطار ميانيانغ نانيجو، مطار نانتشانغ تشانغبى الدولي، مطار نانجينغ الدولي، مطار نانينغ الدولي، مطار نانتونغ شينغ دونغ، مطار نينغبو ليش الدولي، مطار غينهوانغادو بيداهي، مطار سانيا فينيكس الدولية، مطار شانغهاي هونغكياو الدولي، مطار شانغهاي بودنغ الدولي، مطار شنيانغ الدولي، مطار شينزين باوان الدولي، مطار تانغشان سانوهي، مطار أورومتشي الدولي، مطار ونزهو يونجقيانج الدولي، مطار هاي، مطار شيامن قاوتشي الدولي، مطار شيان شيانيانغ الدولي، مطار تشانغجياكو نينغيوان، مطار تشوهاى سانزو، مطار زوني شينزهو |
| Jeju Air                  | Busan، مطار إنتشون الدولي |
| Kunming Airlines          | مطار كونمينغ جانغشوي الدولي، مطار ساني ليجيانغ |
| خطوط لاكي الجوية          | مطار هاربين الدولي، مطار كونمينغ جانغشوي الدولي |
| خطوط طيران أوكاي          | مطار تشانغتشون الدولي، مطار شينزين باوان الدولي |
| OTT Airlines              | مطار اوردوس إيجين هورو، مطار شانغهاي بودنغ الدولي |
| خطوط شاندونغ الجوية       | مطار أورومتشي الدولي، مطار شينينغ الدولي، مطار يانتاي جاوشوي الدولي، مطار ينتشوان خه دونغ |
| خطوط شينزين الجوية        | مطار نانتشانغ تشانغبى الدولي، مطار شينزين باوان الدولي |
| خطوط سيتشوان الجوية       | مطار تشنغدو شوانغليو الدولي، مطار جينغديو الجديد، مطار يانغزهو تايزهو |
| سبرينغ (شركة طيران)       | مطار باوتو يرليبان، مطار فوتشنغ بيهاي، مطار تشانغتشون الدولي، مطار جينغديو الجديد، مطار تشونغتشينغ جيانغبى الدولي، مطار داليان الدولي، مطار فوتشو تشانغله الدولي، مطار غوانغيون بانلونغ، مطار قوانغتشو باييون الدولي، مطار قويلين يانغ جيانغ الدولي، مطار قوييانغ لونغدونغابو الدولي، مطار هايلار دونغشان، مطار هانغتشو شياوشان الدولي، مطار هاربين الدولي، مطار هوهوت بايتا الدولي، مطار هوايان ليانشوي، مطار جييانغ شاوشان، مطار كونمينغ جانغشوي الدولي، مطار لانتشو تشونغ تشوان، مطار ميانيانغ نانيجو، مطار نانينغ الدولي، مطار نينغبو ليش الدولي، مطار جينجيانغ تشيوانتشو، مطار شانغهاي هونغكياو الدولي، مطار شنيانغ الدولي، مطار شينزين باوان الدولي، مطار تونغلياو، مطار أورومتشي الدولي، مطار ونزهو يونجقيانج الدولي، Wuhu، مطار شيامن قاوتشي الدولي، مطار شينينغ الدولي، مطار نانيانغ يانتشنغ، مطار ينتشوان خه دونغ، مطار تشانغجياكو نينغيوان، Zhanjiang، مطار تشوهاى سانزو |
| خطوط تيانجين الجوية       | مطار داليان الدولي، مطار يولين يو يانغ |
| طيران التبت               | مطار تشنغدو شوانغليو الدولي، مطار لانتشو تشونغ تشوان، مطار لاسا الدولي، مطار شينينغ الدولي |
| West Air ‏                 | مطار تشونغتشينغ جيانغبى الدولي، مطار ساني ليجيانغ، مطار لوئهو يونلونغ، مطار غينهوانغادو بيداهي، مطار ينتشوان خه دونغ |
| خطوط زيامن الجوية         | مطار جينجيانغ تشيوانتشو |

### الشحن
| شركـات طيـران                | الوجهات                                                                          |
| ---------------------------- | -------------------------------------------------------------------------------- |
| الخطوط الجوية الصينية للبريد | مطار نانجينغ الدولي، مطار إنتشون الدولي، مطار تشنغتشو الدولي                     |
| خطوط هونغ كونغ الجوية        | مطار هونغ كونغ الدولي                                                            |
| خطوط أس أف الجوية            | مطار تشانغشا هوانغوا الدولي، مطار هانغتشو شياوشان الدولي، مطار نينغبو ليش الدولي |
| الخطوط الجوية الأوزبكستانية  | Ostrava (operated for EGT Express)                                               |
| YTO Cargo Airlines           | مطار مناس الدولي                                                                 |